# Josef Charvát (odbojář)
Josef Charvát (28. července 1923 Praha – 5. listopadu 1949 Věznice Pankrác) byl český odbojář československého protikomunistického odboje. Za své postoje byl v roce 1949 ve vazební věznici Praha-Pankrác popraven.

## Život
Narodil se v Praze. Jeho otec byl úředníkem na ministerstvu financí, matka pracovala na ředitelství státního dluhu. V roce 1941 složil maturitní zkoušku na reálném gymnáziu. V roce 1943 zakončil maturitou abiturientský elektrokurz na střední průmyslové škole v Praze. Po maturitě pracoval jako technický úředník v pražském závodě Zbrojovky Brno. Roku 1945 nastoupil na Vysokou školu elektrotechnickou.
Během 2. světové války se oženil s o dva roky mladší Vlastou Charvátovou a narodil se jim nejdříve syn Jan (ten však po měsíci zemřel) a později syn Petr. Aby zabezpečil rodinu, přerušil svá studia a od 1. května 1946 začal pracovat v pražských Škodových závodech. Byl též řadovým členem Československé strany lidové.
Po únoru 1948 vstoupil do KSČ, s jejím programem se však neztotožňoval, naopak se rozhodl s nastupujícím totalitním režimem bojovat. Začal společně se svou manželkou pomáhat lidem, kteří byli komunistickou mocí pronásledováni. Aktivita se zvýšila po uvěznění Karla Kutlvašra, Heliodora Píky a dalších.
Jejich byt na Fochově třídě č. 4 (dnes ulice Svatovítská v pražských Dejvicích) se stal významným místem setkávání protirežimně naladěných osob a místem, kde v průběhu jara roku 1949 vznikl plán na uskutečnění převratu. Ten byl naplánován na 17. května téhož roku a jeho primárním cílem bylo svržení komunistické moci, dosazení dočasné vlády, do jejíhož čela měl být umístěn v té době vězněný generál Kutlvašr, a osvobození všech politických vězňů. Jednalo se o rozsáhlý plán, do nějž bylo zasvěceno přes sto osob, počítalo se s pomocí skautů pod vedením Dagmar Skálové, a bylo překvapením, že dlouho unikal pozornosti StB. Ta se o něm dozvěděla až několik dní před akcí a zasáhla na poslední chvíli. První akce však proběhly již dříve. 7. května manželé Charvátovi spolu s Vratislavem Polesným, jedním z klíčových organizátorů převratu, vyrazili do Litoměřic, kde se nacházela vazební věznice, kterou Polesný znal a v níž byli drženi političtí vězni, kterým chtěli pomoci uprchnout. Nedostali se ale ani přes vrátnici. Další pokus proběhl 12. května, tehdy přijeli ve více lidech a byli vyzbrojeni pistolemi, tato snaha ovšem skončila přestřelkou a fiaskem. Vlasta Charvátová při ní postřelila jednoho z dozorců a následně museli všichni zúčastnění utéct. Jejich totožnost nebyla prozrazena, ale nejspíš tento incident přiblížil mocenské orgány jejich odhalení. Naprostá většina účastníků byla zatčena při rozsáhlém zátahu až v průběhu posledních 24 hodin před dnem D, někteří dokonce až v samotný den D (včetně manželů Charvátových).

## Soudní proces
17. května 1949 byli manželé Charvátovi v časných ranních hodinách zatčeni StB. Následně byli obviněni z přípravy ozbrojeného protikomunistického puče, jako údajní členové ilegální odbojové organizace ZVON. V souvislosti s touto akcí bylo žalováno státní prokuraturou celkem 98 osob. Tyto osoby byly rozděleny do pěti skupin a souzeny postupně dvěma senáty Státního soudu v Praze, civilním (předseda Jaroslav Novák, prokurátor Karel Čížek) a smíšeným (předseda plk. Štella, prokurátor Juraj Vieska). Vlasta Charvátová následkem výslechu vyšetřujícími orgány StB potratila.
Hlavní přelíčení se skupinou proběhlo ve dnech 19., 20. a 22. srpna 1949. Byly vyneseny celkem dva tresty smrti. Josef Charvát byl odsouzen za zločiny velezrady, zločinného vyzvědačství a pokusu o vraždu. Druhý trest smrti padl pro Vratislava Polesného. Vlasta Charvátová byla odsouzena k doživotnímu trestu. U všech těchto obžalovaných soud vyslovil také pozbytí čestných práv občanských a konfiskaci celého majetku, což byl standardní krok komunistické justice v takovýchto případech. Žádost o milost byla zamítnuta. Třetí trest smrti byl vynesen nad Emanuelem Čančíkem.
5. listopadu 1949 byli v Praze ve věznici Pankrác popraveni Josef Charvát, Vratislav Polesný a Emanuel Čančík. Současně byli též popraveni v souvislosti s odsouzením v rámci Akce Květa (též Akce Anton) dr. Jaroslav Borkovec, Vratislav Janda a Květoslav Prokeš.
Syn Petr byl v době výkonu trestu své matky vychováván prarodiči a pobýval i v dětských domovech. Vlasta Charvátová se z věznice vrátila v jeho patnácti letech, její syn Petr poté spáchal sebevraždu (příběhy 20. století příběh ze 7. 10. 2007 čas: 16:55–17:40).

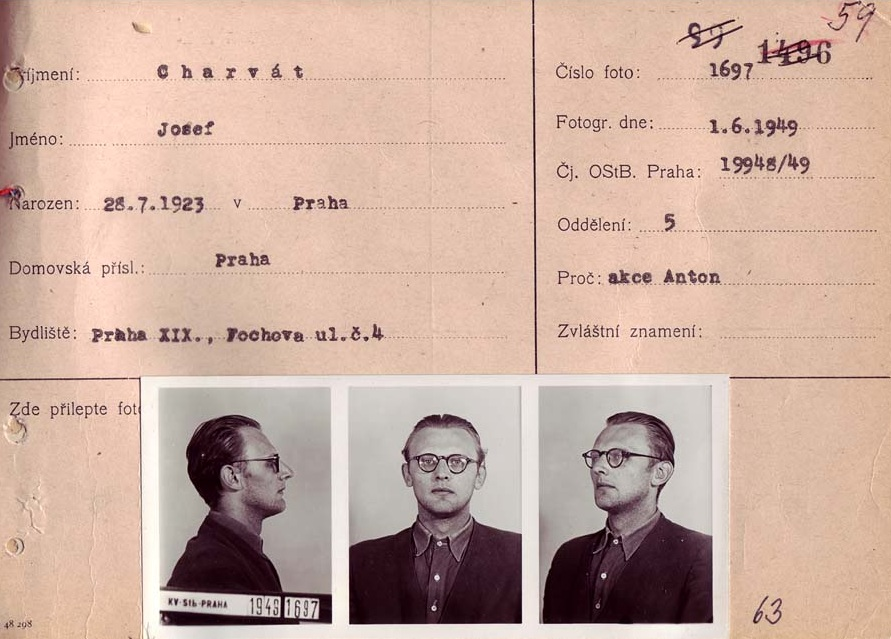
Protokol o zatčení Josefa Charváta (datum vyhotovení: 1. 6. 1949).
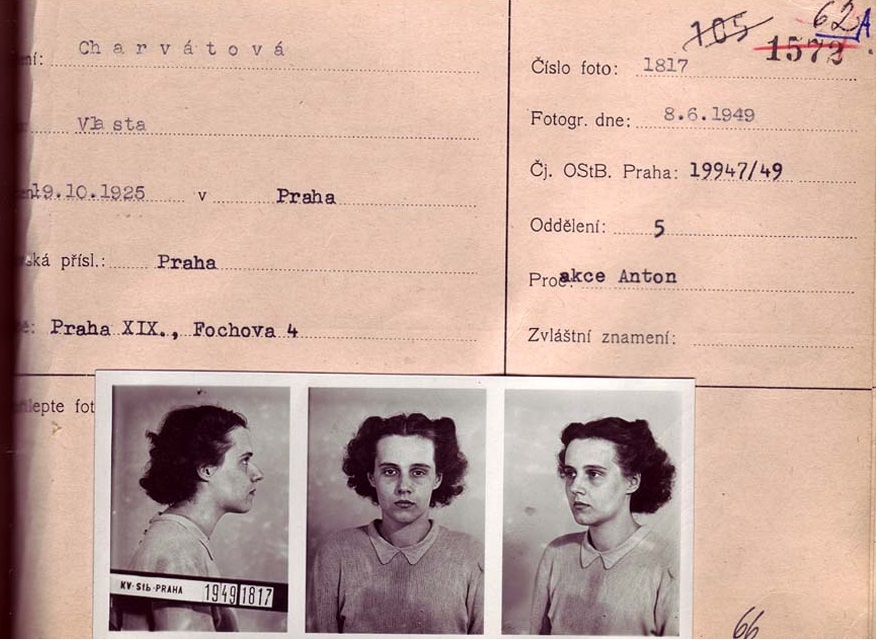
Protokol o zatčení Vlasty Charvátové (datum vyhotovení: 8. 6. 1949).
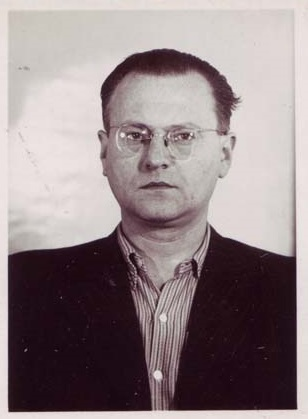
Vazební fotografie dr. Jaroslava Borkovce (z roku 1948).

## Hrob
Ostatky Josefa Charváta byly tajně zpopelněny ve Strašnickém krematoriu, kde také zůstala uskladněna jeho urna. Dne 6. října 1953 byla urna přesunuta z krematoria do skladu v pankrácké věznici. Až 5. května 1965 byla urna tajně pohřbena do hromadného hrobu na motolském hřbitově.

Na Čestném pohřebišti v Ďáblickém hřbitově se nachází symbolický Charvátův hrob. Tamní symbolické náhrobky odkazují na zemřelé politické vězně bez ohledu na jejich skutečné místo pohřbení.

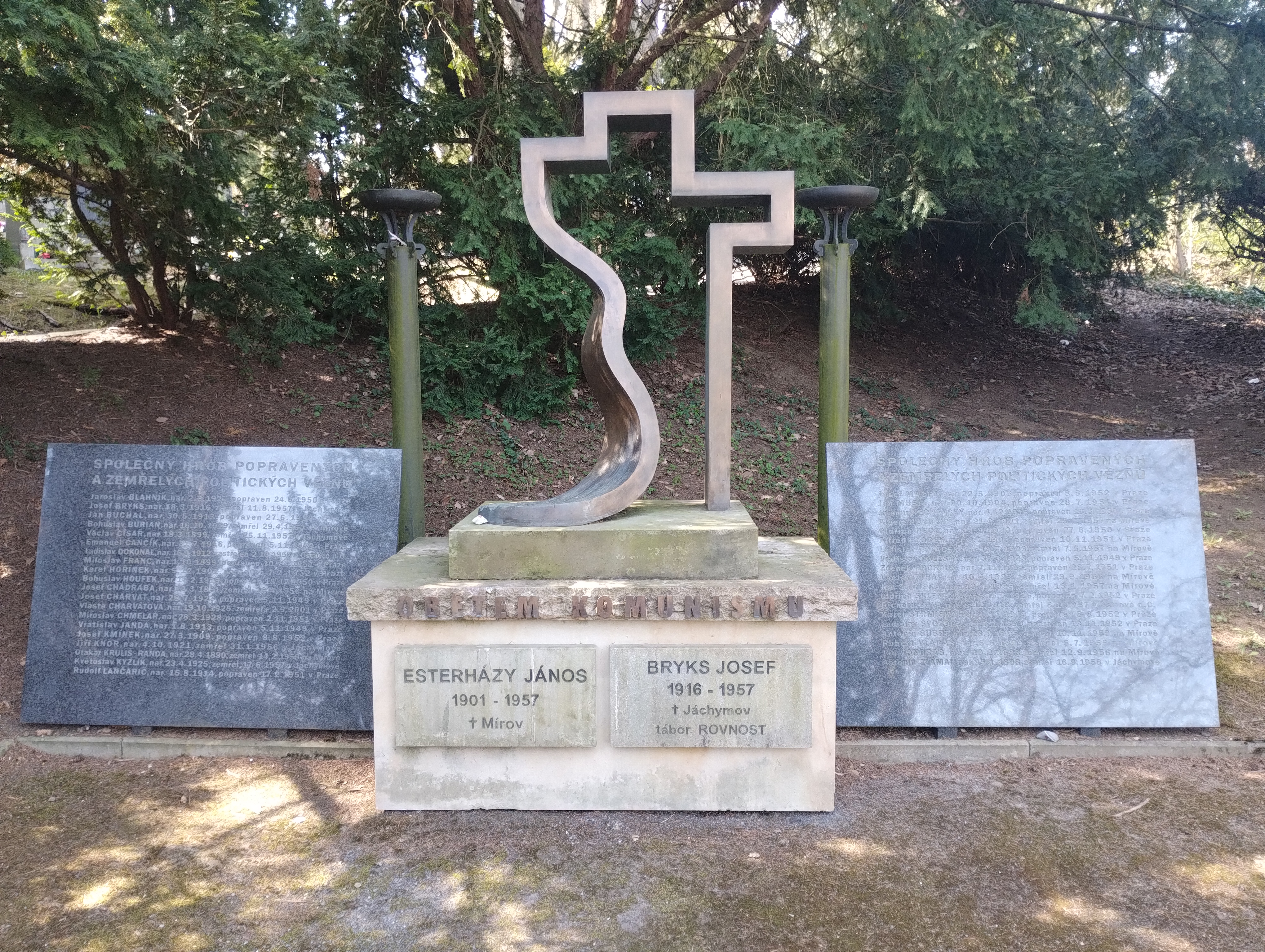
Památník na Čestném pohřebišti politických vězňů, Motolský hřbitov
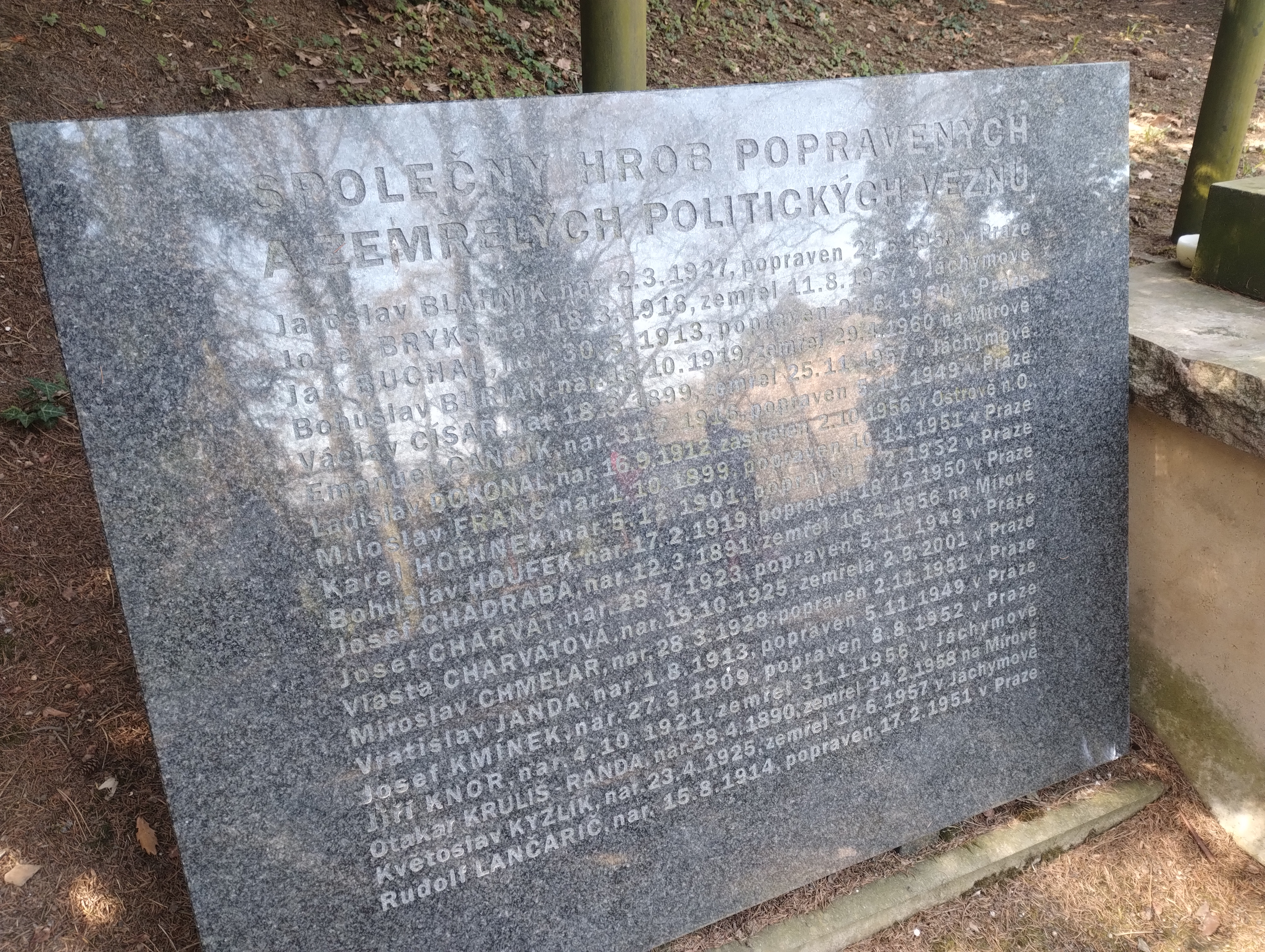
Památník na Čestném pohřebišti politických vězňů, deska vlevo se jménem J. Charváta a jeho manželky, Motolský hřbitov
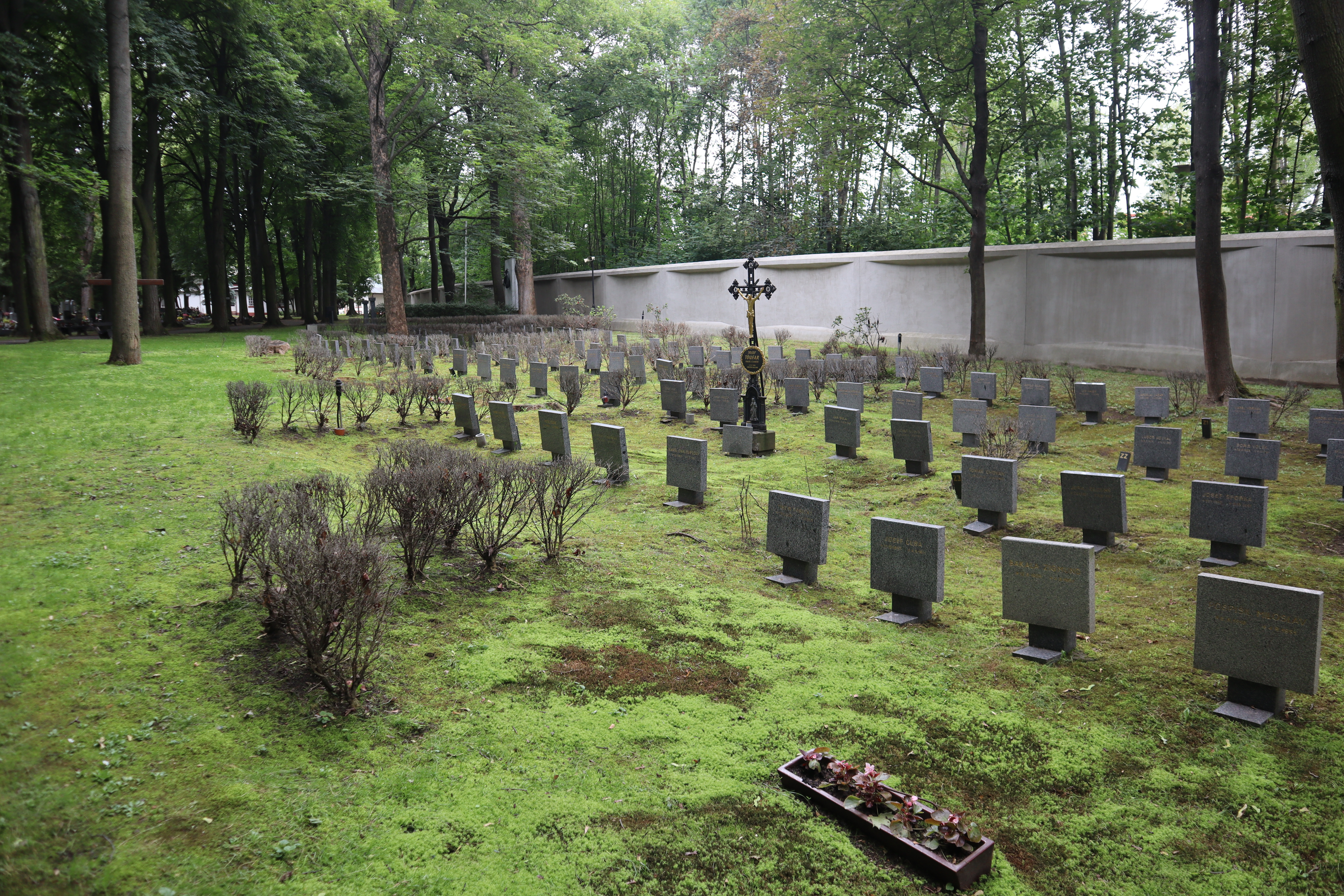
Čestné pohřebiště popravených a umučených z 50. let (III. odboj) na Ďáblickém hřbitově
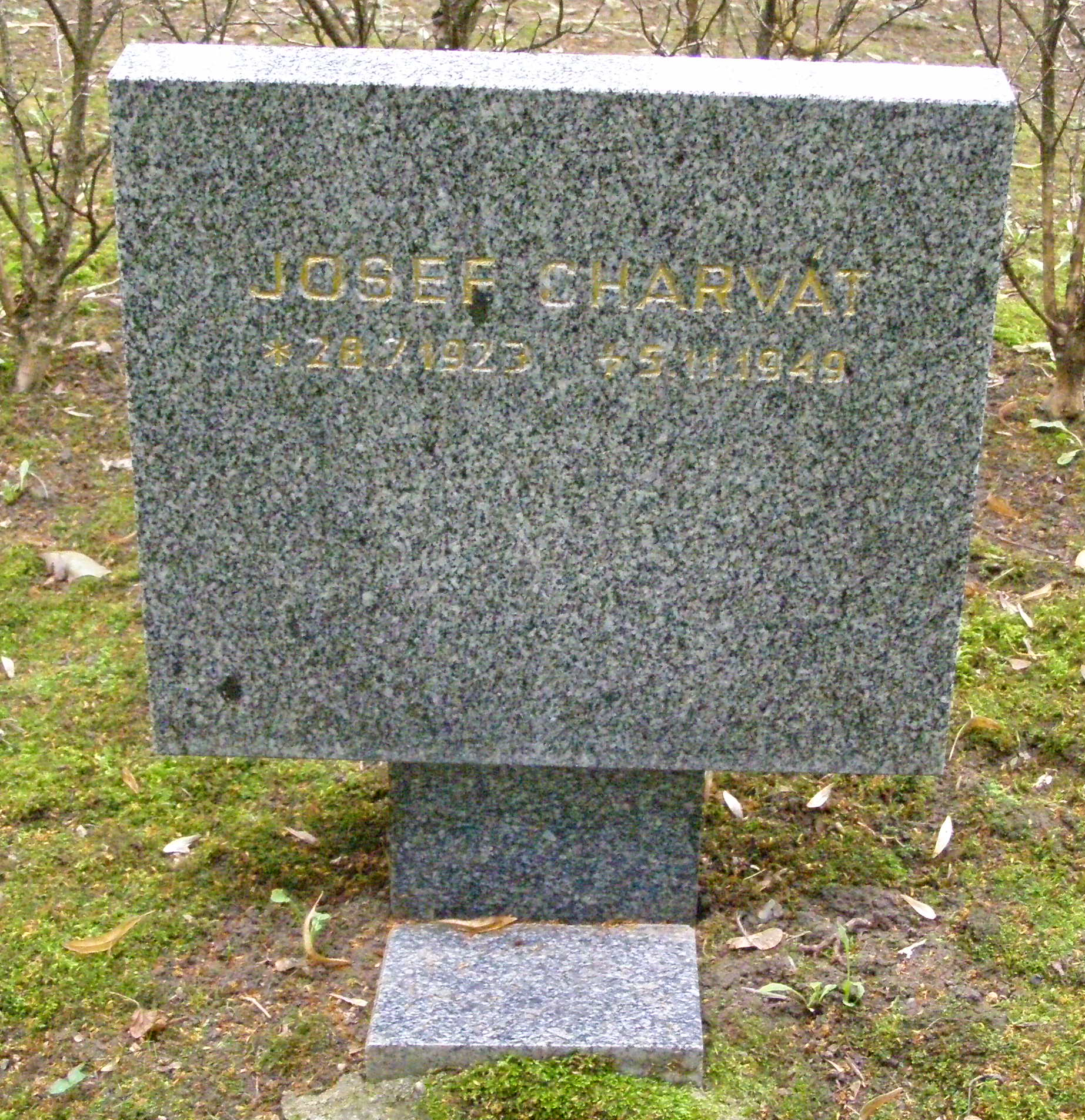
Symbolický hrob J. Charváta na Čestném pohřebišti popravených a umučených z padesátých let (III. odboj) na Ďáblickém hřbitově

## Připomínka
- Na domě v ulici Svatovítské (v r. 1949 Fochově, později též Slovenského povstání) č. 4 v pražských Dejvicích je od května 1922 malá pamětní tabulka. Její umístění tam inicioval Ústav pro studium totalitních režimů v rámci projektu Poslední adresa.[4] Na desce je nápis: "ZDE ŽIL JOSEF CHARVÁT / TECHNICKÝ ÚŘEDNÍK / NAROZEN 28. 7. 1923 / ZATČEN 17. 5. 1949 / POPRAVEN 5. 11. 1949".[5]
- Jeho jméno je uvedeno na Pomníku Miladě Horákové a Obětem komunismu v Praze 4 - Nuslích na Náměstí Hrdinů, u stanice metra Pražského povstání, před Vrchním soudem v Praze a Vrchním státním zastupitelstvím v Praze.[6]

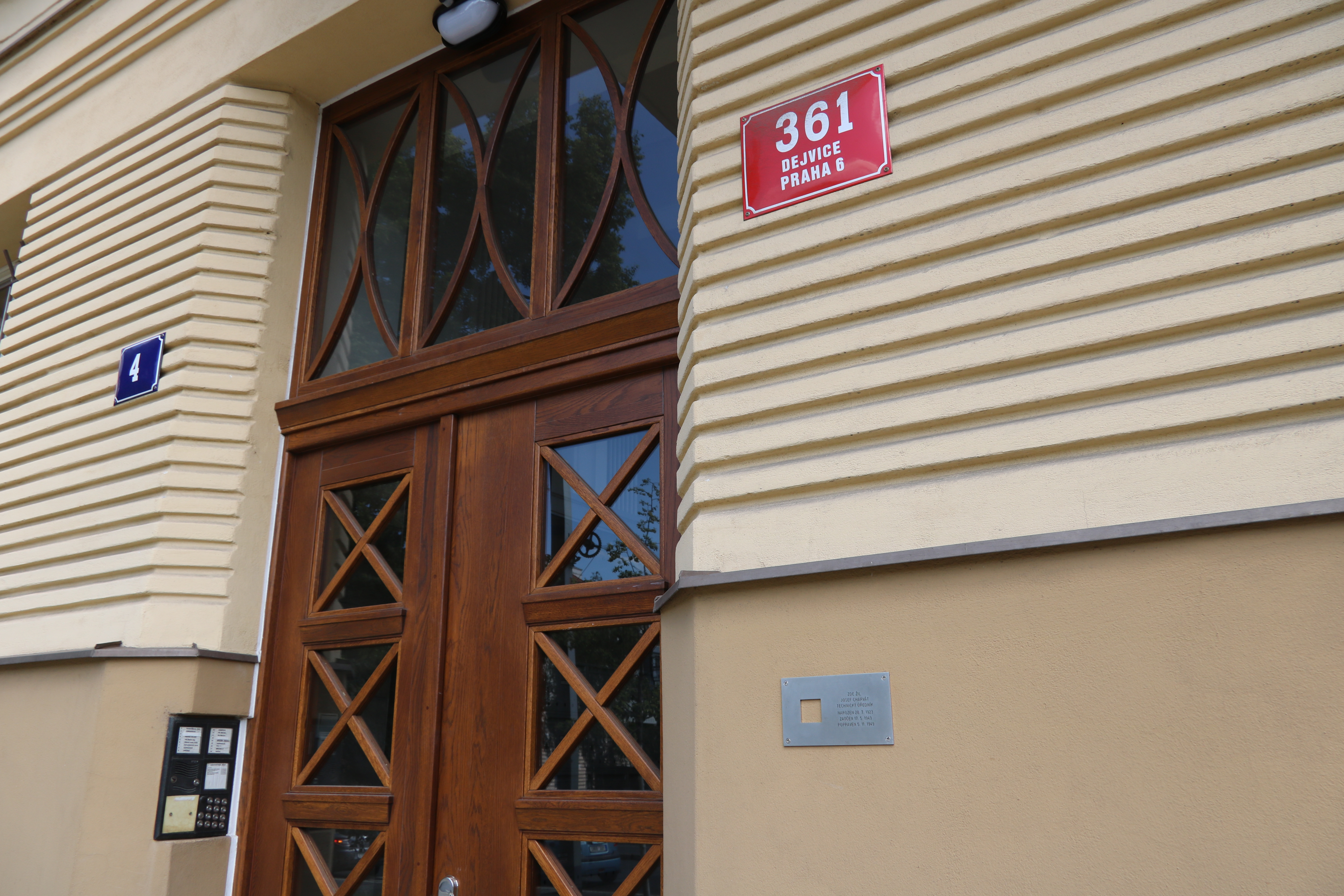
Dům ve Svatovítské ulici v Praze 6, kde žil Josef Charvát
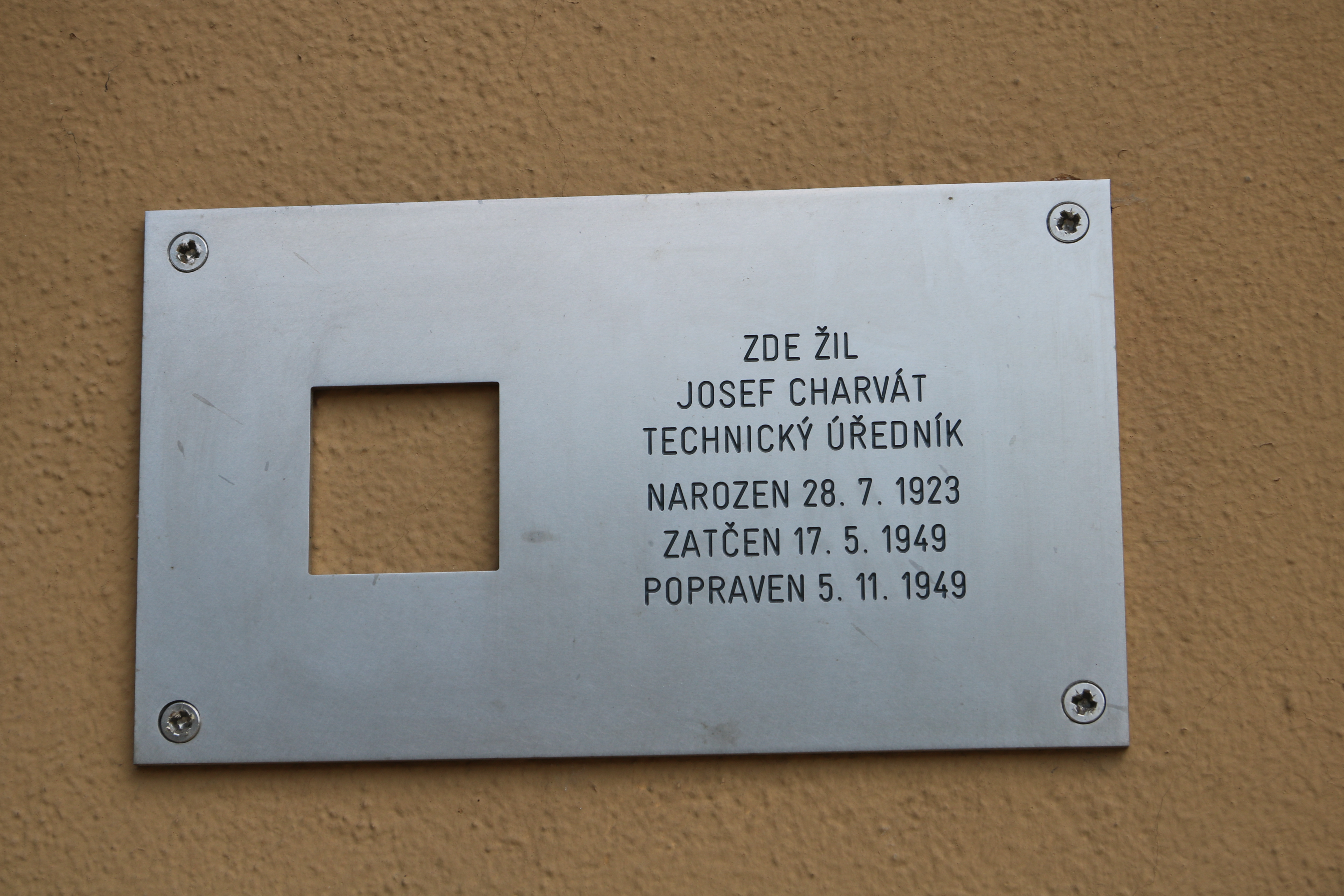
Pamětní tabulka na domě v Praze 6, Svatovítská 361/4
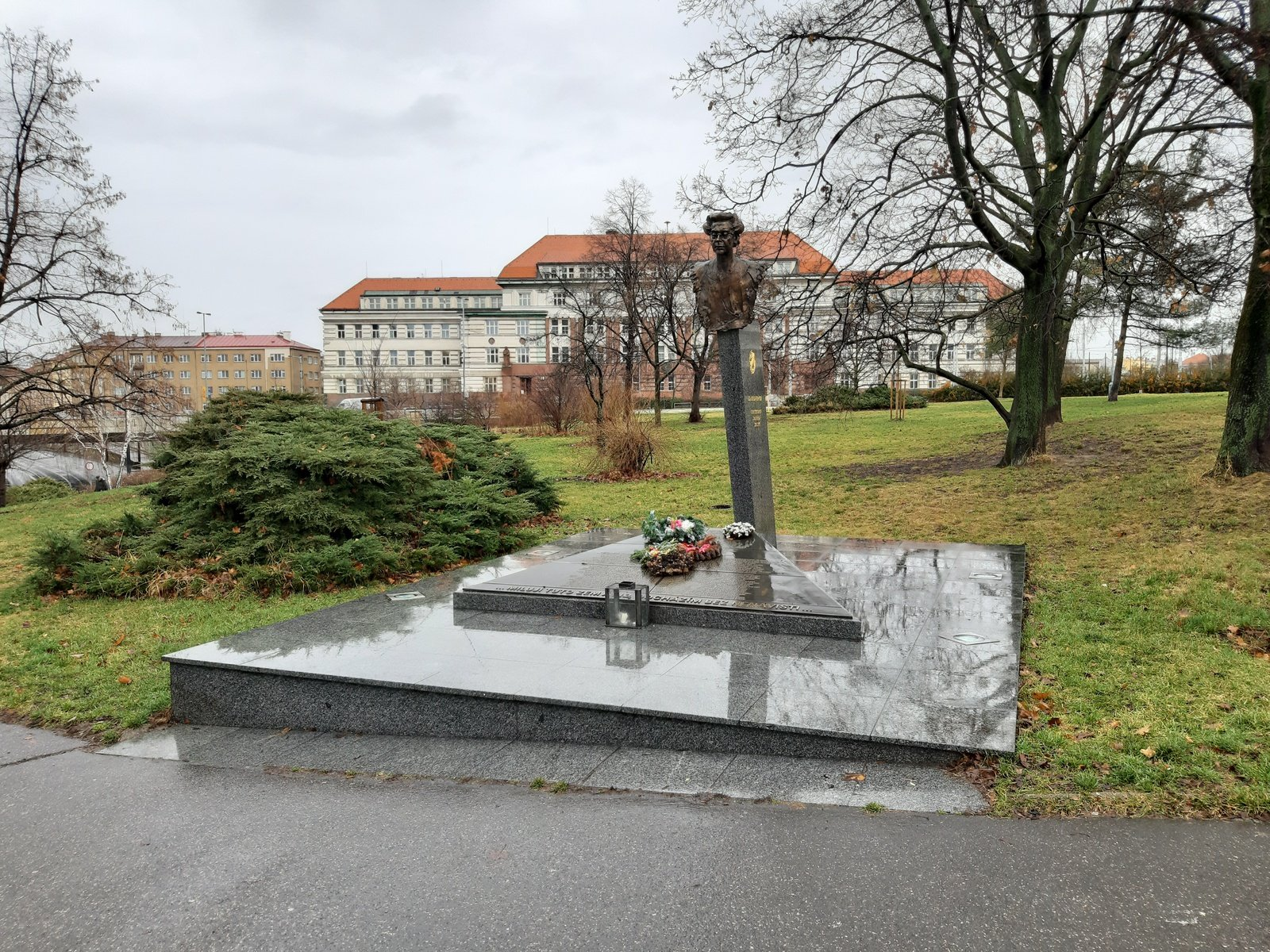
Pomník na náměstí Hrdinů v Praze 4 - Nuslích
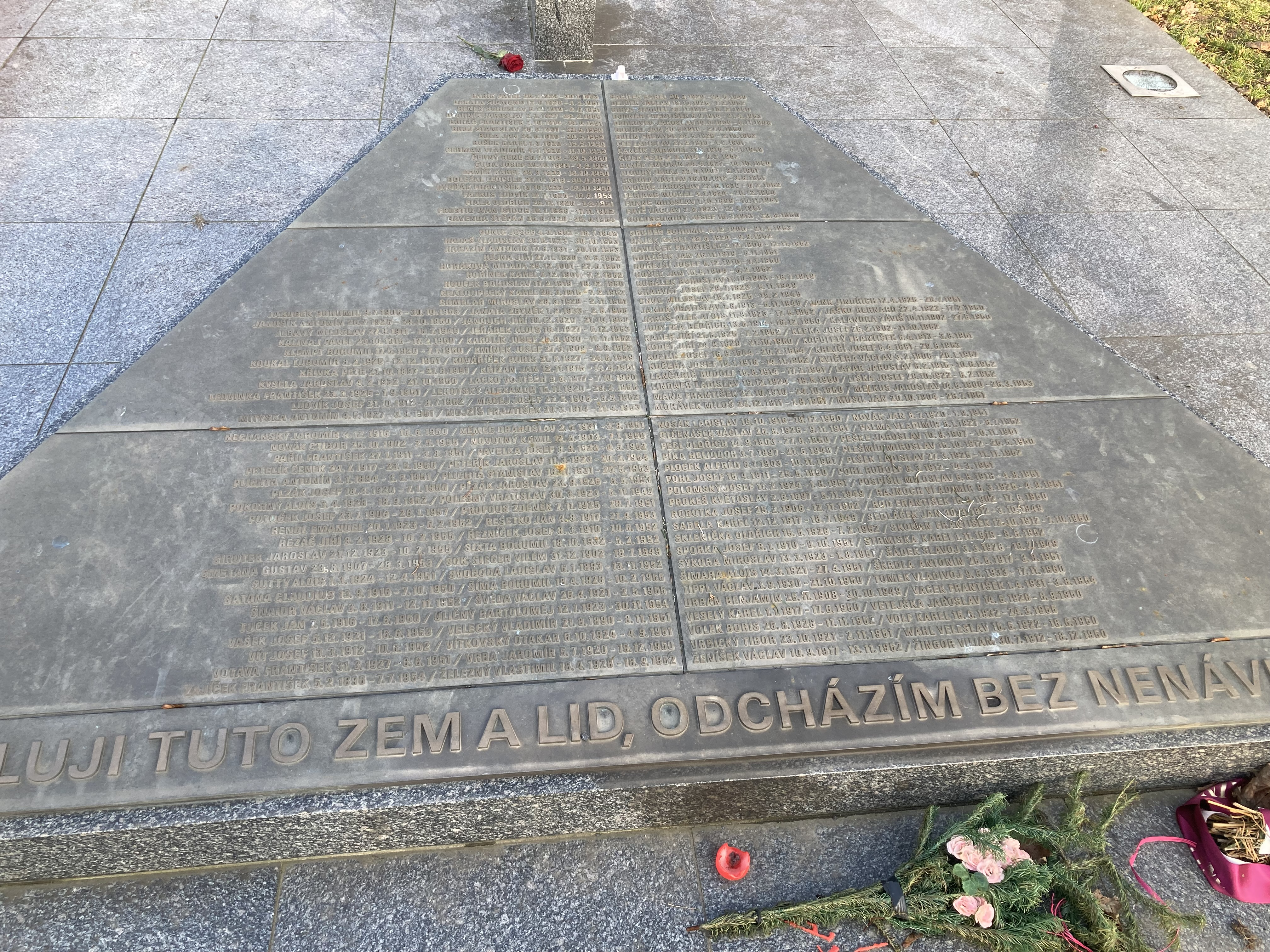
Seznam obětí komunismu se jménem J. Charváta na pomníku na náměstí Hrdinů v Praze 4 - Nuslích